# Agenioideus
Agenioideus — род дорожных ос (Pompilidae).

## Распространение
Всесветно. Для СССР ранее указывалось 100 видов.
По данным каталога перепончатокрылых России (2017) в Палеарктике более 100 видов, в России 12 видов.

## Описание
Охотятся и откладывают яйца на пауков, которых парализуют с помощью жала. Личинки эктопаразитоиды пауков. Основание усиков расположено ближе к наличнику, чем к глазку. Коготки равномерно изогнутые. Вершина средней и задней голеней помимо шпор несёт шипы разной длины. Верх задних бедер с 1-5 предвершинными короткими прижатыми шипиками.
Вид Agenioideus sericeus (Агениоидеус блестящий) внесён в Перечень животных, нуждающихся в охране в Ямало — Ненецком автономном округе.

## Классификация
Выделяют подродовые таксоны: Agenioideus Ashmead, 1902, Ageniopompilus Priesner, 1955, Alloridestus Wolf, 1979, Enbanksia Evans, 1965, Iberochares Wahis, 1970, Mimochares Wahis, 1970, Rufopompilus Wolf, 1970, Schizanoplius  Cameron, 1904, Sericopompilus Howard, 1901.
- Подрод Agenioideus
  - Agenioideus apicalis
  - Agenioideus arenicolus
  - Agenioideus cinctellus
  - Agenioideus fascinubecula
  - Agenioideus gentilis
  - Agenioideus nubecula
  - Agenioideus poultoni
  - Agenioideus rytiphorus
  - Agenioideus seminiger
  - Agenioideus sericeus
  - Agenioideus tussaci
  - Agenioideus usurarius
- Подрод Iberochares
  - Agenioideus injudicatus Junco y Reyes, 1960
- Подрод Mimochares
  - Agenioideus coronatus (Nouvel & Ribaut, 1958)
  - Agenioideus karsensis (Schmid-Egger et al., 2021[8]
- Подрод Schizanoplius
  - Agenioideus ciliatus
  - Agenioideus dichrous
  - Agenioideus excisus
  - Agenioideus fertoni
  - Agenioideus kerkyrus
  - Agenioideus rhodosoma
  - Agenioideus ruficeps
- Австралия[1]
  - Agenioideus expulsus Turner, 1917
  - Agenioideus nigricornis (Fabricius, 1775)